# Atletisme als Jocs Olímpics d'Estiu de 2024 - 200m femení
La prova de 200m femenina d'Atletisme als Jocs Olímpics de París 2024 fou la 20a edició de l'esdeveniment en unes Olimpíades. La prova es va disputar entre el 4 i el 6 d'agost del 2024 a l'Stade de France de París.
L'estatunidenca Gabrielle Thomas va guanyar la medalla d'or, després d'imposar-se a la final amb una marca de 21.83 segons. La medalla de plata se la va endur l'atleta de Saint Lucia, Julien Alfred, amb un temps de 22.08 segons, mentre que la medalla de bronze fou per la també estatunidenca Brittany Brown amb una marca de 22.20 segons.
L'equip dels Estats Units és la selecció més guardonada, amb 7 medalles d'or, 3 medalles de plata i 5 medalles de bronze, en les 20 edicions que l'esdeveniment ha estat present als Jocs Olímpics. Les jamaicanes Elaine Thompson i Veronica Campbell, amb 2 medalles d'or cadascuna, són les atletes més guardones en tota la història de la competició.

## Format
Els 200 metres llisos consisteixen en un sprint. La competició va començar amb la fase de Heats, on hi van participar totes les atletes classificades. Les 3 primeres atletes de cada cursa es van classificar directament per les semifinals i la resta d'atletes van tenir una nova oportunitat per passar de ronda, en la nova fase de repesca, que es va introduir en aquesta edició olímpica. Les 2 guanyadores de les semifinals, van passar a la final, juntament amb els 2 millors temps del còmput general i en aquesta darrera cursa, les 3 velocistes que van quedar al capdavant, van obtenir les medalles.

## Classificació
Hi havia dues maneres de classificar-se per la prova olímpica. La forma principal era superant la marca estàndard de classificació (que per aquesta edició eren 22,57 segons), en qualsevol prova organitzada o supervisada per la Federació Internacional d'Atletisme, entre l'1 de juliol de 2023 i el 30 de juny de 2024. Els llocs sobrants s'omplien amb les atletes que no van aconseguir aquesta marca, mitjançant el rànquing atlètic. S'ha de tenir en compte que només es podien classificar un màxim de 3 velocistes per país.
| Mètode de classificació  | Places | País                     | Atleta classificada      |
| ------------------------ | ------ | ------------------------ | ------------------------ |
| Marca estàndard - 22.57" | 3      | Costa d'Ivori            | Jessika Gbai             |
| Marca estàndard - 22.57" | 3      | Costa d'Ivori            | Maboundou Koné           |
| Marca estàndard - 22.57" | 3      | Costa d'Ivori            | Marie-Josée Ta Lou       |
| Marca estàndard - 22.57" | 3      | Estats Units             | Brittany Brown           |
| Marca estàndard - 22.57" | 3      | Estats Units             | McKenzie Long            |
| Marca estàndard - 22.57" | 3      | Estats Units             | Gabrielle Thomas         |
| Marca estàndard - 22.57" | 3      | Jamaica                  | Niesha Burgher           |
| Marca estàndard - 22.57" | 3      | Jamaica                  | Shericka Jackson         |
| Marca estàndard - 22.57" | 3      | Jamaica                  | Lanae-Tava Thomas        |
| Marca estàndard - 22.57" | 3      | Regne Unit               | Dina Asher-Smith         |
| Marca estàndard - 22.57" | 3      | Regne Unit               | Daryll Neita             |
| Marca estàndard - 22.57" | 3      | Regne Unit               | Bianca Williams          |
| Marca estàndard - 22.57" | 1      | Canadà                   | Audrey Leduc             |
| Marca estàndard - 22.57" | 1      | França                   | Gémima Joseph            |
| Marca estàndard - 22.57" | 1      | Libèria                  | Thelma Davies            |
| Marca estàndard - 22.57" | 1      | Nigèria                  | Favour Ofili             |
| Marca estàndard - 22.57" | 1      | Saint Lucia              | Julien Alfred            |
| Marca estàndard - 22.57" | 1      | Singapur                 | Shanti Pereira           |
| Marca estàndard - 22.57" | 1      | Suïssa                   | Mujinga Kambundji        |
| Rànquing atlètic         | 3      | Equador                  | Nicole Caicedo           |
| Rànquing atlètic         | 3      | Equador                  | Aimara Nazareno          |
| Rànquing atlètic         | 3      | Equador                  | Anahí Suárez             |
| Rànquing atlètic         | 2      | Austràlia                | Torrie Lewis             |
| Rànquing atlètic         | 2      | Austràlia                | Mia Gross                |
| Rànquing atlètic         | 2      | Itàlia                   | Dalia Kaddari            |
| Rànquing atlètic         | 2      | Itàlia                   | Anna Bongiorni           |
| Rànquing atlètic         | 2      | Suècia                   | Julia Henriksson         |
| Rànquing atlètic         | 2      | Suècia                   | Nora Lindahl             |
| Rànquing atlètic         | 1      | Brasil                   | Ana Azevedo              |
| Rànquing atlètic         | 1      | Canadà                   | Jaqueline Madogo         |
| Rànquing atlètic         | 1      | Dinamarca                | Ida Karstoft             |
| Rànquing atlètic         | 1      | Espanya                  | Jaël Bestué              |
| Rànquing atlètic         | 1      | França                   | Helene Parisot           |
| Rànquing atlètic         | 1      | Grècia                   | Polyniki Emmanouilidou   |
| Rànquing atlètic         | 1      | Hongria                  | Boglárka Takács          |
| Rànquing atlètic         | 1      | Mèxic                    | Cecilia Tamayo-Garza     |
| Rànquing atlètic         | 1      | Països Baixos            | Tasa Jiya                |
| Rànquing atlètic         | 1      | Polònia                  | Martyna Kotwila          |
| Rànquing atlètic         | 1      | Suïssa                   | Léonie Pointet           |
| Rànquing atlètic         | 1      | Xina                     | Li Yuting                |
| Rànquing atlètic         | 1      | Xipre                    | Olivia Fotopoulou        |
| Places reallotjades      | 1      | Bèlgica                  | Imke Vervaet             |
| Places reallotjades      | 1      | Brasil                   | Lorraine Martins         |
| Places reallotjades      | 1      | Gàmbia                   | Gina Mariam Bass Bittaye |
| Places reallotjades      | 1      | Illes Verges Britàniques | Adaejah Hodge            |
| Places reallotjades      | 1      | Kazakhstan               | Olga Safronova           |
| Places reallotjades      | 1      | Polònia                  | Krystsina Tsimanouskaya  |
| Places reallotjades      | 1      | Portugal                 | Lorène Dorcas Bazolo     |

## Rècords
Abans de la prova, els rècords eren els següents:
| Rècord             | Atleta                   | Temps | Lloc      | Data                   |
| ------------------ | ------------------------ | ----- | --------- | ---------------------- |
| Rècord del Món     | Florence Griffith-Joyner | 21.34 | Seül      | 29 de setembre de 1988 |
| Rècord Olímpic     | Florence Griffith-Joyner | 21.34 | Seül      | 29 de setembre de 1988 |
| Rècord Àfrica      | Christine Mboma          | 21.78 | Zúric     | 9 de setembre de 2021  |
| Rècord Àsia        | Li Xuemei                | 22.01 | Shanghai  | 22 d'octubre de 1997   |
| Rècord Europa      | Daffne Schippers         | 21.63 | Pequín    | 28 d'agost de 2015     |
| Rècord NACAC       | Florence Griffith-Joyner | 21.34 | Seül      | 29 de setembre de 1988 |
| Rècord Oceania     | Melinda Gainsford        | 22.23 | Stuttgart | 13 de juliol de 1997   |
| Rècord Sud-amèrica | Vitoria Cristina Rosa    | 22.47 | Eugene    | 19 de juliol de 2022   |

## Competició

### 1a ronda
La 1a ronda es va disputar el 4 d'agost de 2024 a partir de les 10:55h. Hi van participar totes les atletes classificats. Es classificaven les 3 primeres de cada sèrie, mentre que la resta passaven a la ronda de repesca.

#### Sèrie 1
| Posició | Atleta               | País          | Temps      |
| ------- | -------------------- | ------------- | ---------- |
| 1       | Julien Alfred        | Saint Lucia   | 22.41 Q    |
| 2       | Gémima Joseph        | França        | 22.72 Q    |
| 3       | Julia Henriksson     | Suècia        | 22.79 Q NR |
| 4       | Torrie Lewis         | Austràlia     | 22.89 PB   |
| 5       | Lorène Dorcas Bazolo | Portugal      | 23.10      |
| 6       | Léonie Pointet       | Suïssa        | 23.42      |
| 7       | Olga Safronova       | Kazakhstan    | 23.58      |
| 8       | Marie-Josée Ta Lou   | Costa d'Ivori | DNS        |

#### Sèrie 2
| Posició | Atleta               | País         | Temps    |
| ------- | -------------------- | ------------ | -------- |
| 1       | Gabrielle Thomas     | Estats Units | 22.20 Q  |
| 2       | Niesha Burgher       | Jamaica      | 22.54 Q  |
| 3       | Mujinga Kambundji    | Suïssa       | 22.75 Q  |
| 4       | Jaqueline Madogo     | Canadà       | 22.78 PB |
| 5       | Anahí Suárez         | Equador      | 23.33    |
| 6       | Dalia Kaddari        | Itàlia       | 23.49    |
| 7       | Cecilia Tamayo-Garza | Mèxic        | 23.65    |

#### Sèrie 3
| Posició | Atleta           | País          | Temps   |
| ------- | ---------------- | ------------- | ------- |
| 1       | Daryll Neita     | Regne Unit    | 22.39 Q |
| 2       | Tasa Jiya        | Països Baixos | 22.74 Q |
| 3       | Helene Parisot   | França        | 22.99 Q |
| 4       | Nicole Caicedo   | Equador       | 23.18   |
| 5       | Nora Lindahl     | Suècia        | 23.33   |
| 6       | Martyna Kotwila  | Polònia       | 23.43   |
| 7       | Anna Bongiorni   | Itàlia        | 23.49   |
| 8       | Shericka Jackson | Jamaica       | DNS     |

#### Sèrie 4
| Posició | Atleta                  | País          | Temps   |
| ------- | ----------------------- | ------------- | ------- |
| 1       | McKenzie Long           | Estats Units  | 22.55 Q |
| 2       | Jessika Gbai            | Costa d'Ivori | 22.61 Q |
| 3       | Audrey Leduc            | Canadà        | 22.88 Q |
| 4       | Jaël Bestué             | Espanya       | 23.17   |
| 5       | Krystsina Tsimanouskaya | Polònia       | 23.30   |
| 6       | Mia Gross               | Austràlia     | 23.36   |
| 7       | Aimara Nazareno         | Equador       | 23.52   |
| 8       | Lorraine Martins        | Brasil        | 23.68   |

#### Sèrie 5
| Posició | Atleta                 | País         | Temps   |
| ------- | ---------------------- | ------------ | ------- |
| 1       | Brittany Brown         | Estats Units | 22.38 Q |
| 2       | Lanae-Tava Thomas      | Jamaica      | 22.70 Q |
| 3       | Bianca Williams        | Regne Unit   | 22.77 Q |
| 4       | Polyniki Emmanouilidou | Grècia       | 23.06   |
| 5       | Olivia Fotopoulou      | Xipre        | 23.07   |
| 6       | Boglárka Takács        | Hongria      | 23.16   |
| 7       | Imke Vervaet           | Bèlgica      | 23.20   |
| 8       | Shanti Pereira         | Singapur     | 23.21   |

#### Sèrie 6
| Posició | Atleta                   | País                     | Temps   |
| ------- | ------------------------ | ------------------------ | ------- |
| 1       | Favour Ofili             | Nigèria                  | 22.24 Q |
| 2       | Dina Asher-Smith         | Regne Unit               | 22.28 Q |
| 3       | Gina Mariam Bass Bittaye | Gàmbia                   | 22.84 Q |
| 4       | Maboundou Koné           | Costa d'Ivori            | 22.87   |
| 5       | Adaejah Hodge            | Illes Verges Britàniques | 23.00   |
| 6       | Ida Karstoft             | Dinamarca                | 23.01   |
| 7       | Li Yuting                | Xina                     | 23.31   |
| 8       | Ana Azevedo              | Brasil                   | 23.37   |

### Ronda de repesca
La ronda de repesca es va disputar el 5 d'agost de 2024 a partir de les 12:50h. Hi van participar totes les atletes que van acabar la 1a ronda i no van aconseguir quedar entre les 3 primeres. Es van classificar per les semifinals la primera de cada sèrie i els 2 millors temps del còmput global.

#### Sèrie 1
| Posició | Atleta                 | País                     | Temps      |
| ------- | ---------------------- | ------------------------ | ---------- |
| 1       | Jaqueline Madogo       | Canadà                   | 22.58 Q PB |
| 2       | Adaejah Hodge          | Illes Verges Britàniques | 22.94 q    |
| 3       | Polyniki Emmanouilidou | Grècia                   | 22.99 q    |
| 4       | Lorène Dorcas Bazolo   | Portugal                 | 23.08      |
| 5       | Aimara Nazareno        | Equador                  | 23.35      |
| 6       | Ana Azevedo            | Brasil                   | 23.44      |
| 7       | Shanti Pereira         | Singapur                 | 23.45      |

#### Sèrie 2
| Posició | Atleta           | País          | Temps   |
| ------- | ---------------- | ------------- | ------- |
| 1       | Maboundou Koné   | Costa d'Ivori | 22.89 Q |
| 2       | Boglárka Takács  | Hongria       | 23.05   |
| 3       | Li Yuting        | Xina          | 23.24   |
| 4       | Martyna Kotwila  | Polònia       | 23.50   |
| 5       | Anahí Suárez     | Equador       | 23.54   |
| 6       | Lorraine Martins | Brasil        | 23.82   |
| 7       | Dalia Kaddari    | Itàlia        | DNS     |

#### Sèrie 3
| Posició | Atleta                  | País      | Temps   |
| ------- | ----------------------- | --------- | ------- |
| 1       | Olivia Fotopoulou       | Xipre     | 22.92 Q |
| 2       | Krystsina Tsimanouskaya | Polònia   | 23.01   |
| 3       | Nicole Caicedo          | Equador   | 23.04   |
| 4       | Mia Gross               | Austràlia | 23.34   |
| 5       | Cecilia Tamayo-Garza    | Mèxic     | 23.49   |
| 6       | Anna Bongiorni          | Itàlia    | DNS     |
| 7       | Ida Karstoft            | Dinamarca | DNS     |

#### Sèrie 4
| Posició | Atleta         | País       | Temps   |
| ------- | -------------- | ---------- | ------- |
| 1       | Torrie Lewis   | Austràlia  | 23.08 Q |
| 2       | Jaël Bestué    | Espanya    | 23.22   |
| 3       | Imke Vervaet   | Bèlgica    | 23.33   |
| 4       | Léonie Pointet | Suïssa     | 23.37   |
| 5       | Nora Lindahl   | Suècia     | 23.51   |
| 6       | Olga Safronova | Kazakhstan | 23.70   |

### Semifinals
Les semifinals es van disputar el 5 d'agost de 2024 a partir de les 20:45h. Es van classificar per la final, les 2 millors de cada sèrie i els 2 millors temps del còmput global.

#### Semifinal 1
| Posició | Atleta          | País                     | Temps   |
| ------- | --------------- | ------------------------ | ------- |
| 1       | Julien Alfred   | Saint Lucia              | 21.98 Q |
| 2       | Favour Ofili    | Nigèria                  | 22.05 Q |
| 3       | McKenzie Long   | Estats Units             | 22.30 q |
| 4       | Bianca Williams | Regne Unit               | 22.58   |
| 5       | Maboundou Koné  | Costa d'Ivori            | 22.65   |
| 6       | Audrey Leduc    | Canadà                   | 22.68   |
| 7       | Gémima Joseph   | França                   | 22.69   |
| 8       | Adaejah Hodge   | Illes Verges Britàniques | 22.70   |

#### Semifinal 2
| Posició | Atleta                 | País          | Temps    |
| ------- | ---------------------- | ------------- | -------- |
| 1       | Gabrielle Thomas       | Estats Units  | 21.86 Q  |
| 2       | Dina Asher-Smith       | Regne Unit    | 22.31 Q  |
| 3       | Helene Parisot         | França        | 22.55 PB |
| 4       | Mujinga Kambundji      | Suïssa        | 22.63    |
| 5       | Niesha Burgher         | Jamaica       | 22.64    |
| 6       | Tasa Jiya              | Països Baixos | 22.81    |
| 7       | Jaqueline Madogo       | Canadà        | 22.81    |
| 8       | Polyniki Emmanouilidou | Grècia        | 23.18    |

#### Semifinal 3
| Posició | Atleta                   | País          | Temps      |
| ------- | ------------------------ | ------------- | ---------- |
| 1       | Brittany Brown           | Estats Units  | 22.12 Q    |
| 2       | Daryll Neita             | Regne Unit    | 22.24 Q    |
| 3       | Jessika Gbai             | Costa d'Ivori | 22.36 q PB |
| 4       | Gina Mariam Bass Bittaye | Gàmbia        | 22.66      |
| 5       | Lanae-Tava Thomas        | Jamaica       | 22.77      |
| 6       | Julia Henriksson         | Suècia        | 22.88      |
| 7       | Torrie Lewis             | Austràlia     | 22.92      |
| 8       | Olivia Fotopoulou        | Xipre         | 22.98      |

### Final
La final es va disputar el 6 d'agost de 2024 a les 21:40h.
| Posició | Atleta           | País          | Temps |
| ------- | ---------------- | ------------- | ----- |
| 1       | Gabrielle Thomas | Estats Units  | 21.83 |
| 2       | Julien Alfred    | Saint Lucia   | 22.08 |
| 3       | Brittany Brown   | Estats Units  | 22.20 |
| 4       | Dina Asher-Smith | Regne Unit    | 22.22 |
| 5       | Daryll Neita     | Regne Unit    | 22.23 |
| 6       | Favour Ofili     | Nigèria       | 22.24 |
| 7       | McKenzie Long    | Estats Units  | 22.42 |
| 8       | Jessika Gbai     | Costa d'Ivori | 22.70 |

## Medaller històric
| Posició | País                | Or | Argent | Bronze | Total |
| ------- | ------------------- | -- | ------ | ------ | ----- |
| 1       | Estats Units        | 7  | 3      | 5      | 15    |
| 2       | Jamaica             | 4  | 4      | 5      | 13    |
| 3       | Alemanya de l'Est   | 3  | 0      | 2      | 5     |
| 4       | Austràlia           | 2  | 2      | 3      | 7     |
| 5       | Països Baixos       | 1  | 2      | 0      | 3     |
| 6       | Polònia             | 1  | 1      | 1      | 3     |
| 7       | Bahames             | 1  | 0      | 1      | 2     |
| 8       | França              | 1  | 0      | 0      | 1     |
| 9       | Alemanya            | 0  | 2      | 0      | 2     |
| 10      | URSS                | 0  | 1      | 1      | 2     |
| 10      | Regne Unit          | 0  | 1      | 1      | 2     |
| 12      | Namíbia             | 0  | 1      | 0      | 1     |
| 12      | Sri Lanka           | 0  | 1      | 0      | 1     |
| 12      | Alemanya Occidental | 0  | 1      | 0      | 1     |
| 12      | Saint Lucia         | 0  | 1      | 0      | 1     |
| 16      | Nigèria             | 0  | 0      | 1      | 1     |